# Dr. Mastermind
Dr. Mastermind — американская спид-метал группа, основанная в Портленде, штат Орегон в 1985 году.
Коллектив наиболее знаменит своим дебютным альбомом под одноименным названием группе, изданным в 1986 году, стиль которого представлял собой техничный спид-метал с некоторым влиянием Motorhead и неоклассическими гитарными соло в духе Ингви Мальмстина, исполненными гитаристом Куртом Джеймсом.

## Дискография

### Студийные альбомы
- Dr. Mastermind (1986)
- Sin Sandwich (2005)

### Компиляции
- History of Evil Genius (2003)

### Демо
- Demo (1986)

## Видеография
- Captured Alive! (2008)

## Участники
- Мэтт Маккорт — вокал/бас-гитара (1985—наши дни);
- Роберт Робинсон — электрогитара;
- Трой Штуцтман — ударные.

### Бывшие участники
- Дин Кастроново — ударные (1985—1986);
- Курт Джеймс — электрогитара (1985—1986);
- Рик Хосерт — ударные;
- Крис Якобсен — электрогитара; R.I.P. 04/04/2011
- Том Парентау — электрогитара.